# Ron-Thorben Hoffmann
Ron-Thorben Hoffmann (Rostock, 4 aprile 1999) è un calciatore tedesco, portiere dell'Eintracht Braunschweig in prestito dallo Schalke 04.

## Carriera

### Club
Ha iniziato a giocare a calcio nel settore giovanile dell'Hansa Rostock, la squadra della sua città natale, per poi passare nel 2009 all'Hertha Berlino, nel 2013 all'RB Lipsia e due anni più tardi al Bayern Monaco.
Il 16 maggio 2018 ha firmato il suo primo contratto professionistico con i bavaresi ed il 10 agosto seguente ha debuttato con la squadra riserve nell'incontro di Regionalliga vinto 2-0 contro lo Schalding-Heining. Il 31 agosto 2021 è stato ceduto in prestito al Sunderland, dove ha giocato in Football League One.
Il 15 maggio 2022 è stato ceduto a titolo definitivo all'Eintracht Braunschweig, con cui ha firmato un biennale. Inizialmente riserva, nell'aprile del 2023 ha iniziato a giocare con maggior frequenza diventando stabilmente titolare nella stagione successiva. Rimasto svincolato a fine stagione,, il 31 maggio 2024 ha firmato un triennale con lo Schalke 04. Impiegato in soli 3 incontri, il 15 gennaio 2024 ha fatto ritorno all'Eintracht in prestito fino al termine della stagione.

### Nazionale
Nel 2016 ha giocato due incontri nella nazionale tedesca Under-18.

## Statistiche

### Presenze e reti nei club
Statistiche aggiornate al 9 febbraio 2025.
| Stagione                | Squadra                 | Campionato              | Campionato | Campionato | Coppe nazionali | Coppe nazionali | Coppe nazionali | Coppe continentali | Coppe continentali | Coppe continentali | Altre coppe | Altre coppe | Altre coppe | Totale | Totale |
| Stagione                | Squadra                 | Comp                    | Pres       | Reti       | Comp            | Pres            | Reti            | Comp               | Pres               | Reti               | Comp        | Pres        | Reti        | Pres   | Reti   |
| ----------------------- | ----------------------- | ----------------------- | ---------- | ---------- | --------------- | --------------- | --------------- | ------------------ | ------------------ | ------------------ | ----------- | ----------- | ----------- | ------ | ------ |
| 2018-2019               | Bayern Monaco II        | RL                      | 15         | -18        | -               | -               | -               | -                  | -                  | -                  | -           | -           | -           | 15     | -18    |
| 2019-2020               | Bayern Monaco II        | 3L                      | 11         | -14        | -               | -               | -               | -                  | -                  | -                  | -           | -           | -           | 11     | -14    |
| 2020-2021               | Bayern Monaco II        | 3L                      | 25         | -37        | -               | -               | -               | -                  | -                  | -                  | -           | -           | -           | 25     | -37    |
| Totale Bayern Monaco II | Totale Bayern Monaco II | Totale Bayern Monaco II | 15         | -69        |                 | -               | -               |                    | -                  | -                  |             | -           | -           | 51     | -69    |
| 2021-2022               | Sunderland              | FL1                     | 23         | -31        | FACup+CdL       | 0               | 0               | -                  | -                  | -                  | FLT         | 1           | -1          | 24     | -32    |
| 2022-2023               | Eintracht Braunschweig  | 2L                      | 12         | -21        | CG              | 0               | 0               | -                  | -                  | -                  | -           | -           | -           | 12     | -21    |
| 2023-2024               | Eintracht Braunschweig  | 2L                      | 33         | -52        | CG              | 1               | -3              | -                  | -                  | -                  | -           | -           | -           | 34     | -55    |
| 2024-gen. 2025          | Schalke 04              | 2L                      | 2          | -5         | CG              | 1               | 0               | -                  | -                  | -                  | -           | -           | -           | 3      | -5     |
| gen.-giu. 2025          | Eintracht Braunschweig  | 2L                      | 3          | -3         | CG              | 0               | 0               | -                  | -                  | -                  | -           | -           | -           | 3      | -3     |
| Totale carriera         | Totale carriera         | Totale carriera         | 124        | -181       |                 | 2               | -3              |                    | -                  | -                  |             | 1           | -1          | 127    | -185   |